# Benjamin Oliver Davis Jr.
Benjamin Oliver Davis Jr (ur. 18 grudnia 1912 w Waszyngtonie, zm. 4 lipca 2002 tamże) – amerykański wojskowy, generał United States Air Force, pierwszy Afroamerykanin, który osiągnął stopień generalski w amerykańskich siłach powietrznych, uczestnik II wojny światowej jako dowódca 332 Grupy Myśliwskiej.

## Życiorys
Benjamin O. Davis Jr był synem Benjamina O. Davisa seniora, oficera United States Army (pierwszego Afroamerykanina, który, w 1940 został awansowany na stopień generalski). W 1929 ukończył Central High School w Cleveland. Dwa lata później, dzięki wsparciu Oscara De Priesta (pierwszego i jedynego wówczas afroamerykańskiego kongresmena) otrzymał miejsce w Akademii Wojskowej w West Point. Studia rozpoczął w lipcu 1932. Spotkał się z absolutnym ostracyzmem ze strony białych kadetów: przez cztery lata w Akademii uczył się, wykonywał obowiązki i jadł samotnie. Pomimo wszelkich przeszkód ukończył studia z 32. pozycją na 276 promowanych (lub 35 z 278).
Jeszcze w 1935 starał się o przyjęcie do United States Army Air Corps, ale został odrzucony. Przydzielono go do 24. pułku piechoty (Buffalo Soldiers), stacjonującego w Fort Benning w stanie Georgia. Później został wykładowcą taktyki wojskowej w Tuskegee Institute w Alabamie. W 1940, po awansie ojca na stopnień generalski, został przeniesiony do Fortu Riley, gdzie służył jako jego adiutant. W 1941, po podjęciu przez armię decyzji o utworzeniu jednostki lotniczej złożonej wyłącznie z czarnoskórych, powrócił do Tuskegee, w charakterze uczestnika kursu pilotażu na powstałym tam lotnisku oraz przyszłego dowódcy eskadry. Szkolenie lotnicze ukończył jako jeden z pięciu pierwszych, czarnoskórych pilotów, a w maju 1942 został awansowany do stopnia podpułkownika (Lieutenant Colonel) i formalnie mianowany dowódcą 99. Eskadry Pościgowej (99th Pursuit Squadron, przemianowanej później na 99th Fighter Squadron).
Po wyposażeniu w myśliwiec P-40, Davis i jego piloci zostali w kwietniu 1943 zaokrętowani na transportowce, które przewiozły ich do Afryki Północnej. Wzięli udział w walkach nad Tunezją i Morzem Śródziemnym, a następnie Sycylią i Włochami podczas operacji desantowych Husky i Avalanche. W tym czasie powrócił do Stanów Zjednoczonych, by objąć dowodzenie 332 Grupą Myśliwską (składającą się z 100., 301. i 302. eskadr), również afroamerykańską. W październiku 1943 został wezwany do Waszyngtonu, gdzie przed komisją odpierał zarzuty, jakoby jego podwładni byli niezdolni do wykonywania obowiązków pilota myśliwskiego, pozbawieni refleksu i niezdyscyplinowani. Ostatecznie 332 Grupa została wysłana na front włoski w lutym 1944, a Davis awansowany do stopnia pułkownika (Colonel). Od maja tegoż roku, wyposażona w myśliwce P-47 a następnie P-51, rozpoczęła eskortowanie amerykańskich wypraw bombowych nad III Rzeszę i kraje Europy Południowej.
Za osłonę nalotu na Monachium 9 czerwca 1944 otrzymał Distinguished Flying Cross. Za operację nad terytorium Austrii został odznaczony Srebrną Gwiazdą. Ogółem odbył 60 lotów bojowych. Po zakończeniu wojny i powrocie do Stanów Zjednoczonych objął dowodzenie 477. Grupą Bombową. W czasie wojny koreańskiej dowodził 51. Skrzydłem Myśliwskim. Następnie obejmował szereg stanowisk, zarówno liniowych jak i sztabowych, otrzymując w 1954 tymczasowy awans na stopnień generalski (zatwierdzony przez Kongres sześć lat później). Od 1967 dowodził Thirteenth Air Force na Filipinach.
Czynną służbę zakończył w lutym 1970 jako zastępca dowódcy United States Strike Command w bazie MacDill na Florydzie, w stopniu generała trzygwiazdkowego (Lieutenant General).
W cywilu pełnił m.in. funkcję asystenta sekretarza transportu (1971–1975). W 1998 został awansowany do stopnia pełnego generała (czterogwiazdkowego).
Zmarł 4 lipca 2002 w Walter Reed Army Medical Center w Waszyngtonie. Został pochowany na Cmentarzu Narodowym w Arlington, podobnie jak jego ojciec.
Poza Srebrną Gwiazdą i Distinguished Flying Cross, był odznaczony m.in. trzykrotnie Legią Zasługi, Army Distinguished Service Medal, dwukrotnie Air Force Distinguished Service Medal, pięciokrotnie Medalem Lotniczym oraz trzykrotnie – Army- i Air Force Commendation Medal.